# Pinkpop 2012
Pinkpop 2012 werd tijdens het pinksterweekeinde vanaf zaterdag 26 tot en met maandag 28 mei op evenemententerrein Megaland gehouden. Het was de 43e editie van het Nederlands muziekfestival Pinkpop en de 25e in Landgraaf.

## Bekendmaking
De jaarlijkse persconferentie van Pinkpop vond plaats op 29 februari 2012 in Paradiso Amsterdam. Daar werd nagenoeg het volledige programma bekendgemaakt. De kaartverkoop begon drie dagen later op 3 maart 2012. De dagkaarten voor maandag raakten uitverkocht, de weekendkaarten en dagkaarten voor de overige dagen niet.

## Programma
|                 | Mainstage (Zuid)                                                                             | 3FMstage (Noord)                                                       | Converse Stage (Tent - Zuid West)                                                           |
| --------------- | -------------------------------------------------------------------------------------------- | ---------------------------------------------------------------------- | ------------------------------------------------------------------------------------------- |
| Za. 26 mei 2012 | Moss Kyuss Lives! Anouk The Cure                                                             | Major Tom The Asteroids Galaxy Tour The Ting Tings                     | Will and the People The Afghan Whigs Ben Howard                                             |
| Zo. 27 mei 2012 | Babylon Circus Racoon The Kyteman's Orchestra Soundgarden Linkin Park                        | The BossHoss Mastodon The Wombats Keane                                | Hungry Kids of Hungary Bombay Bicycle Club Sharon Jones & The Dap-Kings Chase & Status      |
| Ma. 28 mei 2012 | Gers Pardoel Seasick Steve The Specials Mumford & Sons Bruce Springsteen & The E-Street Band | Rival Sons Blood Red Shoes Herbert Grönemeyer The Hives James Morrison | Serena Pryne and the Mandevilles Jonathan Jeremiah Miike Snow Chef'Special Paul Kalkbrenner |